# Rufus Blodgett

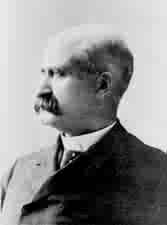
Rufus Blodgett

Rufus Blodgett (* 9. Oktober 1834 in Dorchester, Grafton County, New Hampshire; † 3. Oktober 1910 in Long Branch, New Jersey) war ein US-amerikanischer Politiker der Demokratischen Partei, der den Bundesstaat New Jersey im US-Senat vertrat.
Rufus Blodgett besuchte die öffentlichen Schulen in New Hampshire sowie die Wentworth Academy, eine Privatschule. Anschließend ließ er sich zum Maschinisten ausbilden. Im Jahr 1866 zog er nach New Jersey, wo er sich in Long Branch niederließ. Dort schlug er zunächst eine berufliche Laufbahn in der Herstellung von Eisenbahnbedarf ein. Außerdem wurde er Präsident der Long Branch City Bank.
Sein erstes politisches Mandat hatte Blodgett von 1878 bis 1879 als Abgeordneter in der New Jersey General Assembly inne. Von 1884 bis 1910 leitete er als Superintendent die Eisenbahngesellschaft New York and Long Branch Railroad. 1886 wurde er als Demokrat in den Senat der Vereinigten Staaten gewählt, wo er sein Mandat zwischen dem 4. März 1887 und dem 3. März 1893 wahrnahm. Zur Wiederwahl trat er nicht an. Stattdessen übte er von 1893 bis 1898 das Amt des Bürgermeisters von Long Branch aus. Ferner betätigte er sich im Eisenbahn- sowie im Bankgewerbe. Rufus Blodgett erlag am 3. Oktober 1910 den Folgen einer Atherosklerose. Er wurde auf dem Dorffriedhof von Wentworth (New Hampshire) beigesetzt.